# Distrito electoral de Thomas (condado de Thomas, Nebraska)
Thomas (en inglés: Thomas Precinct) es un distrito electoral ubicado en el condado de Thomas en el estado estadounidense de Nebraska. En el Censo de 2010 tenía una población de 647 habitantes y una densidad poblacional de 0,35 personas por km².

## Geografía
Thomas se encuentra ubicado en las coordenadas 41°50′55″N 100°30′25″O / 41.84861, -100.50694. Según la Oficina del Censo de los Estados Unidos, Thomas tiene una superficie total de 1849.3 km², de la cual 1847.26 km² corresponden a tierra firme y (0.11%) 2.03 km² es agua.

## Demografía
Según el censo de 2010, había 647 personas residiendo en Thomas. La densidad de población era de 0,35 hab./km². De los 647 habitantes, Thomas estaba compuesto por el 98.15% blancos, el 0.15% eran afroamericanos, el 0.15% eran amerindios, el 0.31% eran asiáticos, el 0% eran isleños del Pacífico, el 0.15% eran de otras razas y el 1.08% pertenecían a dos o más razas. Del total de la población el 1.85% eran hispanos o latinos de cualquier raza.